# Pundt & Kohn
Pundt & Kohn OHG (Offene Handelsgesellschaft, liknar handelsbolag) var en import- och bearbetningsfirma för trä som grundades 1862 av F. J. S. Kohn i Geestemünde (Bremerhaven). Det var en av de viktigaste och äldsta firmorna inom denna bransch vid nedre Weser fram till dess att den förstördes av de allierade bombningarna 1944 och upplöstes efter den sista ägaren Hans Kohnerts död 1967. Firmans uppgång och fall anses vara ett exempel på ett medelstort hanseatiskt familjeföretag., som Thomas Mann också satt ett litterärt monument över i sin samhällsroman Huset Buddenbrook.

## Firmans historia

### Grundande och första generationen (1863–1879)
Kaptenen och redaren Franz Johann Syabbe Kohn grundade 1862 en egen importfirma för trä i Geestemünde. För detta ändamål byggde han våren 1863 om en byggnad i gammal stil, med två våningar och tre källarvåningar, på Geesemündervallen nära Alte Geestebrücke (gamla Geeste-bron) till en bostads-, kontors- och lagerbyggnad. Sommaren samma år gick firman samman med kapten Dietrich Pundts timmeraffär, även den belägen på ”Geestedamm”. De båda grundade firma Pundt & Kohn (P&K). Näringslivet gynnades av byggandet av nya hamnanläggningar vid Geeste och den snabbt växande efterfrågan på gruvvirke, järnvägsslipers och trä för bostads- och industribyggnader under befolkningsökningen och den industriella revolutionen på 1800-talet. 
Eftersom den inhemska virkesförsörjningen inte längre kunde tillgodose denna stora efterfrågan, riktade man sig mot att importera trä från främst Skandinavien, Ryssland och delvis även från Amerika, från vilket ädelträt huvudsakligen kom. Fram till långt in på 1800-talet var sjötransporter det överlägset mest kostnadseffektiva sättet att transportera varor på grund av deras vikt.
Det var inte en tillfällighet att de företag som importerade timmer var koncentrerade till nedre delen av floder som Weser. Timret som importerades och bearbetades distribuerades till industrialiseringscentrum med pråmar och senare med järnväg. Detta gällde även för företaget P&K, vars första timmerlager låg i "Deichstraße" (senare "Bussestraße"), direkt vid "Geestedeich", strax innan Geeste möter Weser. Entreprenörens gamla bostads- och affärsbyggnad stod kvar fram till andra världskriget. Efter bara fem års samarbete lämnade Diedrich Pundt företaget på grund av sjukdom 1868, men Franz J. S. Kohn fortsatte att leda den välutvecklade timmerimportverksamheten tillsammans med sitt rederi med egna fartyg eller andelar i segelfartyg ("Guayana" och briggarna "Marianne", "Auguste" och "Salia") fram till sin död den 13 augusti 1879. Hans son de:Franz Kohn tog därefter över föräldrarnas företag.

### Den bästa tiden och den andra generationen (1879–1909)
Förvaringsutrymmet på Geeste visade sig snart vara för litet. I den nya industrihamnen i Geestemünde, som är åtskild från Geeste genom en sluss, fanns det nya bygg- och lagerutrymmen, som i stort sett var isfria och oberoende av tidvattnet året runt. P&K byggde nya lagerlokaler på den västra och norra sidan av ”Querkanal”, förbindelsekanalen mellan huvudkanalen och timmerhamnen i Geestemünde, som hade öppnats 1877, längs ”Schönianstraße”, på en längd av 300 meter i stora tvåvåningslager som var särskilt förberedda för import, samt öppna lagerlokaler med en yta på över 10 000 m². Omkring 1890 importerade företaget årligen cirka 30 000 kubikmeter massivt trä, jämfört med 25 000 kubikmeter massivt trä för det konkurrerande företaget Chr. Külken, som grundades i Geestemünde 1872. För att underlätta importen inrättade P&K ett eget rederi i slutet av 1880-talet med två fartyg på 750 och 1 150 ton, som var särskilt utrustade för timmerimport. Ytterligare fartyg planerades 1890. Vid samma tidpunkt byggdes också en ny kontorsbyggnad i Schönianstraße 15. År 1887 flyttade familjen Kohn till en ny representativ villa på  ”Borriesstraße” 6 i närheten. Under denna period byggdes också en ny kontorsbyggnad på ”Schönianstraße” 15.
Tillsammans med de två andra stora företagen för import och bearbetning av virke i Geestemünde, Chr. Külken och Rogge, byggde P&K systematiskt ut virkeshandeln fram till 1890-talet. Med pråmar till Övre Weser-regionen och med järnväg till Ruhrområdet och andra industricentra som byggdes upp. Men genombrottet kom i och med tullöverenskommelsen för städerna vid nedre Weser (1888) och den därmed sammanhängande integreringen av timmerhamnen i ett mycket större rumsligt och ekonomiskt försäljningsområde. På bara ett decennium tredubblades importen av timmer från nedre Weser.
De olika utvecklingsstadierna för den industriella träförädlingen under 1800-talet, som inte utvecklades kontinuerligt utan cykliskt, hade ett avgörande inflytande på utformningen av P&K:s verksamhet. Redan 1877 begärde man tillstånd för ett sågverk och en hyvleri på ”Querkanal”. 1890 byggde företaget Pundt & Kohn ett modernt sågverk och hyvleri med produktion av rundstänger vid Querkanalens huvud, mellan ”Industriestrasse”, ”Kanalstrasse” och ”Sägestrasse”, som drevs under namnet ”Geestemünder Holzindustriewerke Backhaus & Co.”. I motsats till det orealiserade projektet från 1877 hade fabriken nu ett direkt järnvägssidospår till ”Industriestraße”. Vid denna tid var P&K ett av de äldsta och största företagen inom denna sektor vid nedre Weser, och när det gäller omsättningen var P&K det överlägset största företaget. På grund av sin överregionala ekonomiska och kommersiella betydelse nämndes Pundt & Kohn därför redan 1894 i Brockhaus Encyclopaedia.

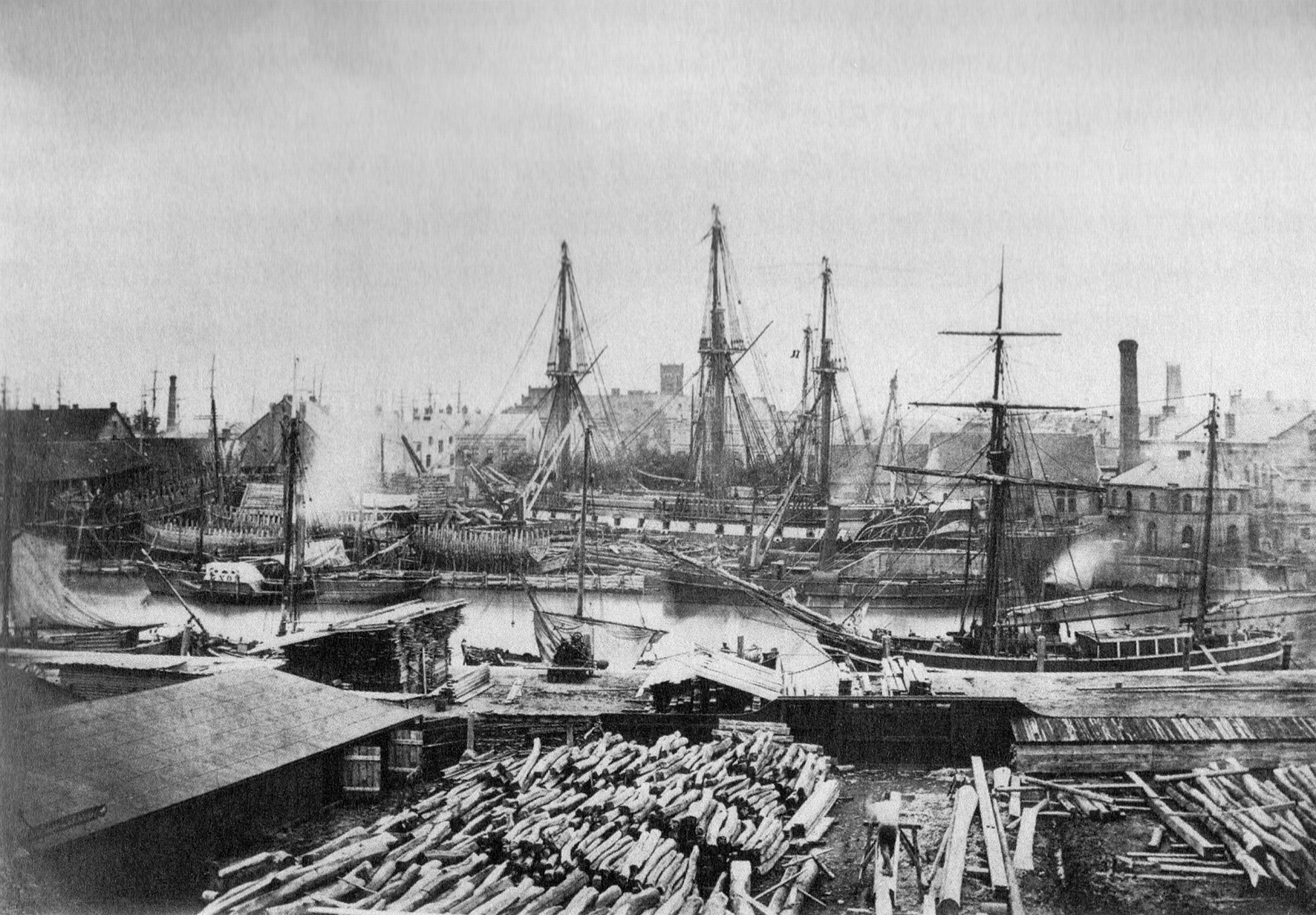
Vedförvaring, P&K, på Geeste, runt 1869
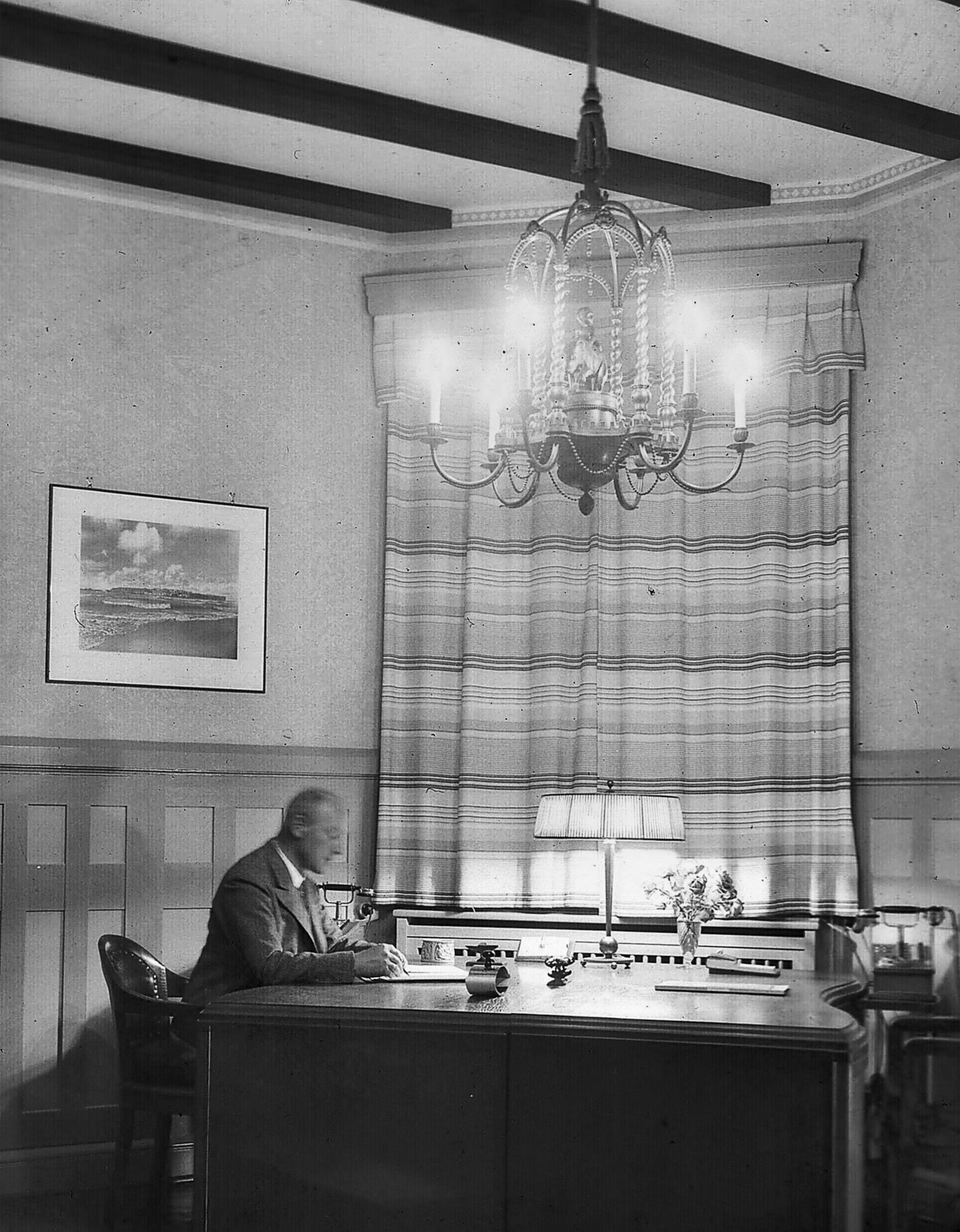
Hans Kohn på företagskontoret, 1930-talet
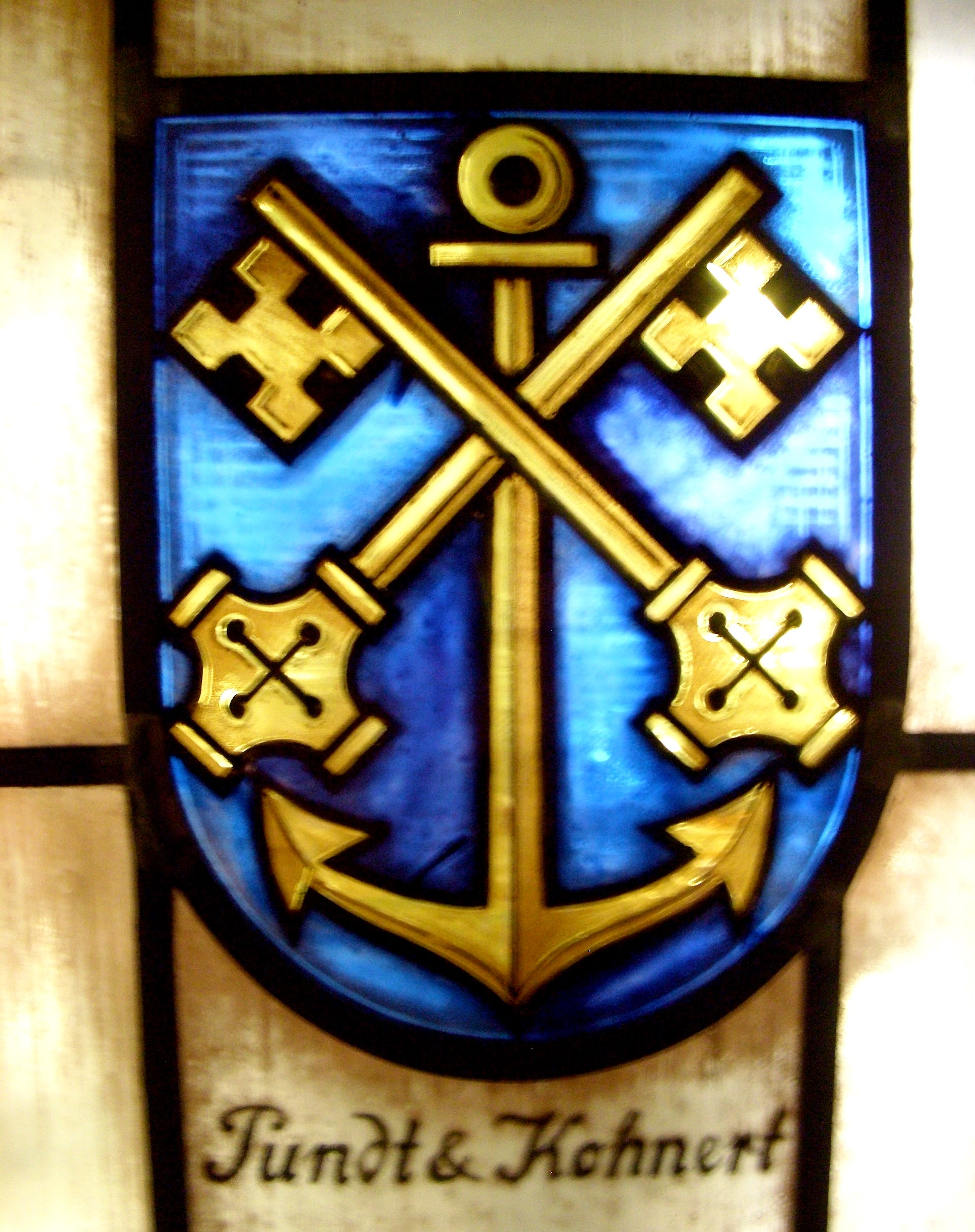
Skåpfönster i P&K kontorsbyggnad, 1938
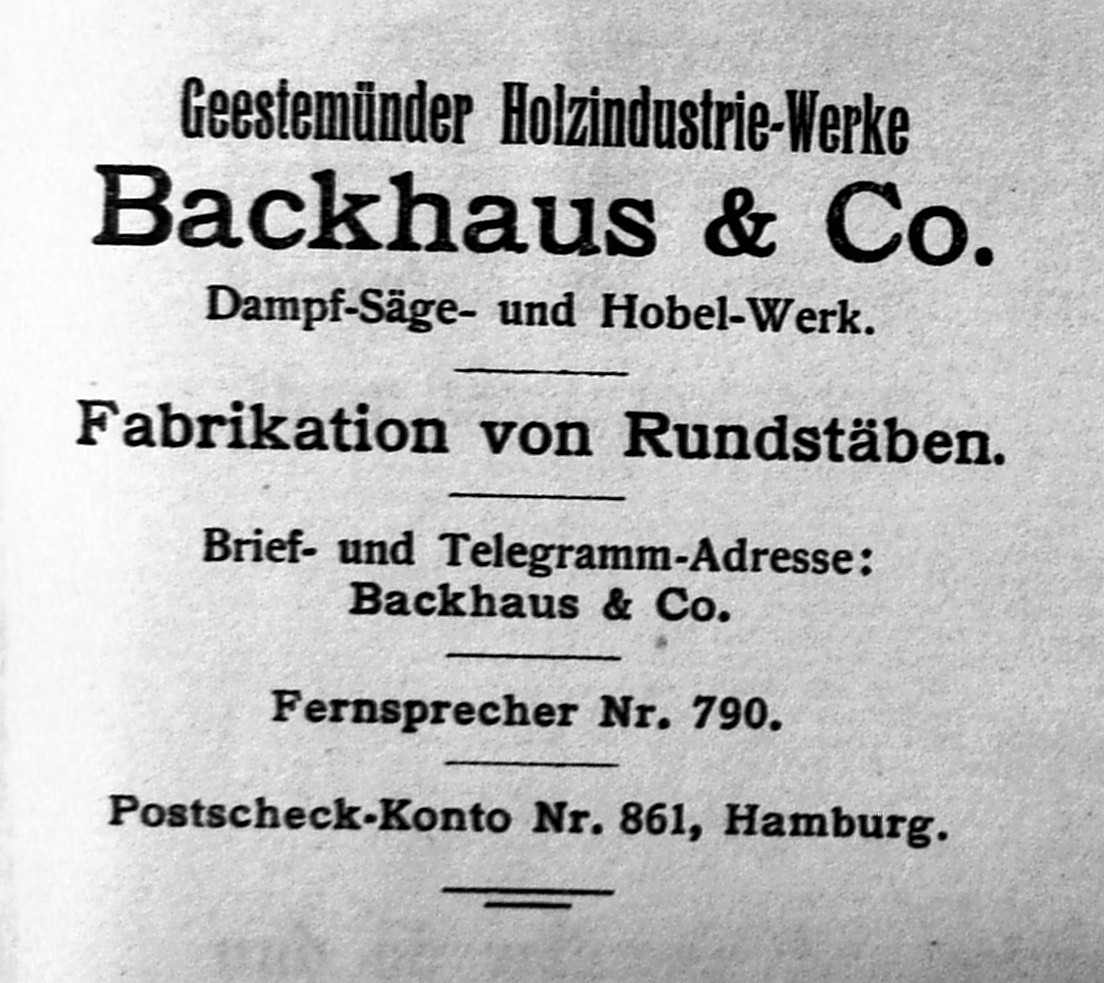
Backhaus & Co. Brevpapper, 1930-tal
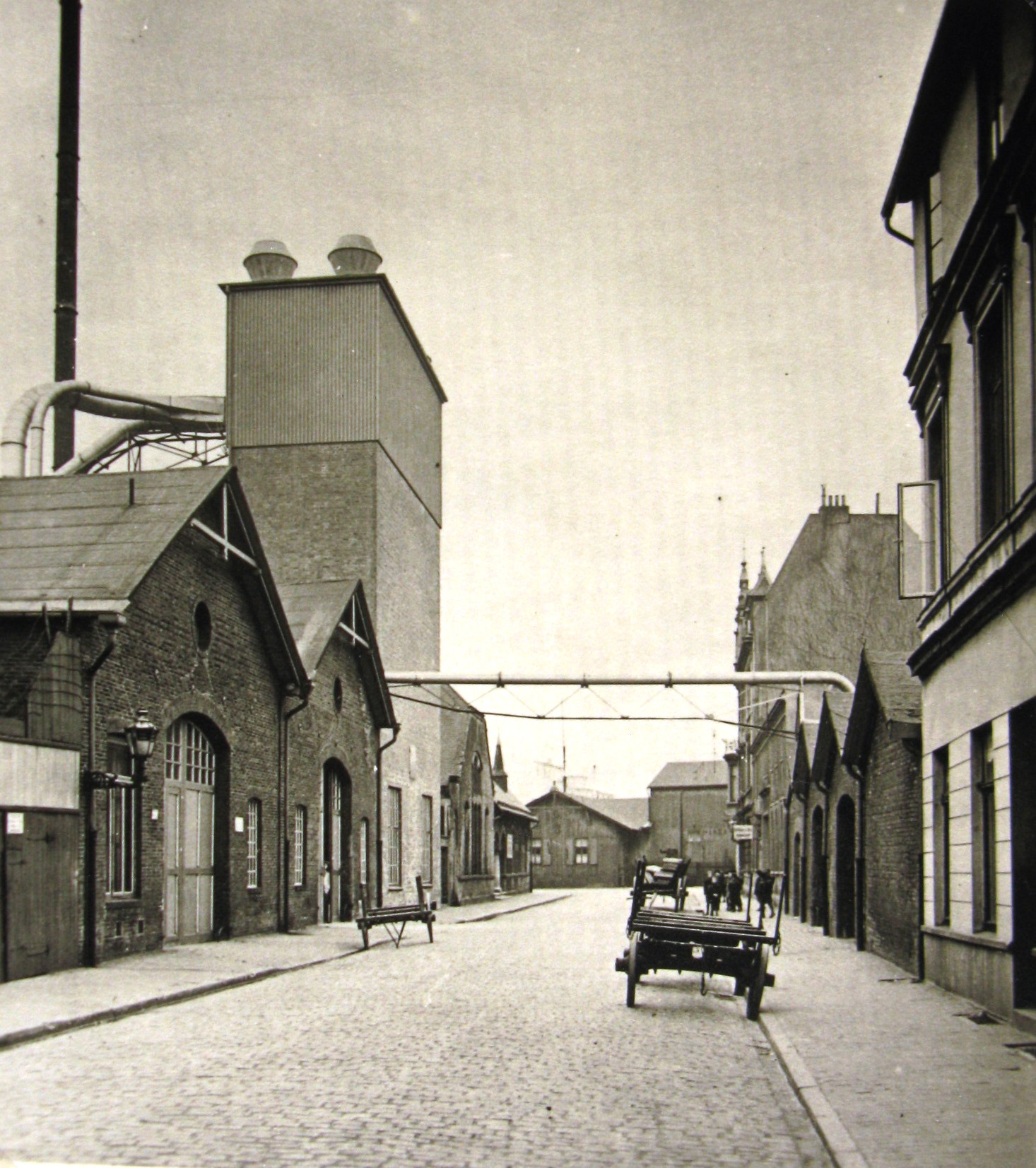
Sågverk och hyvleri, 1930-tal
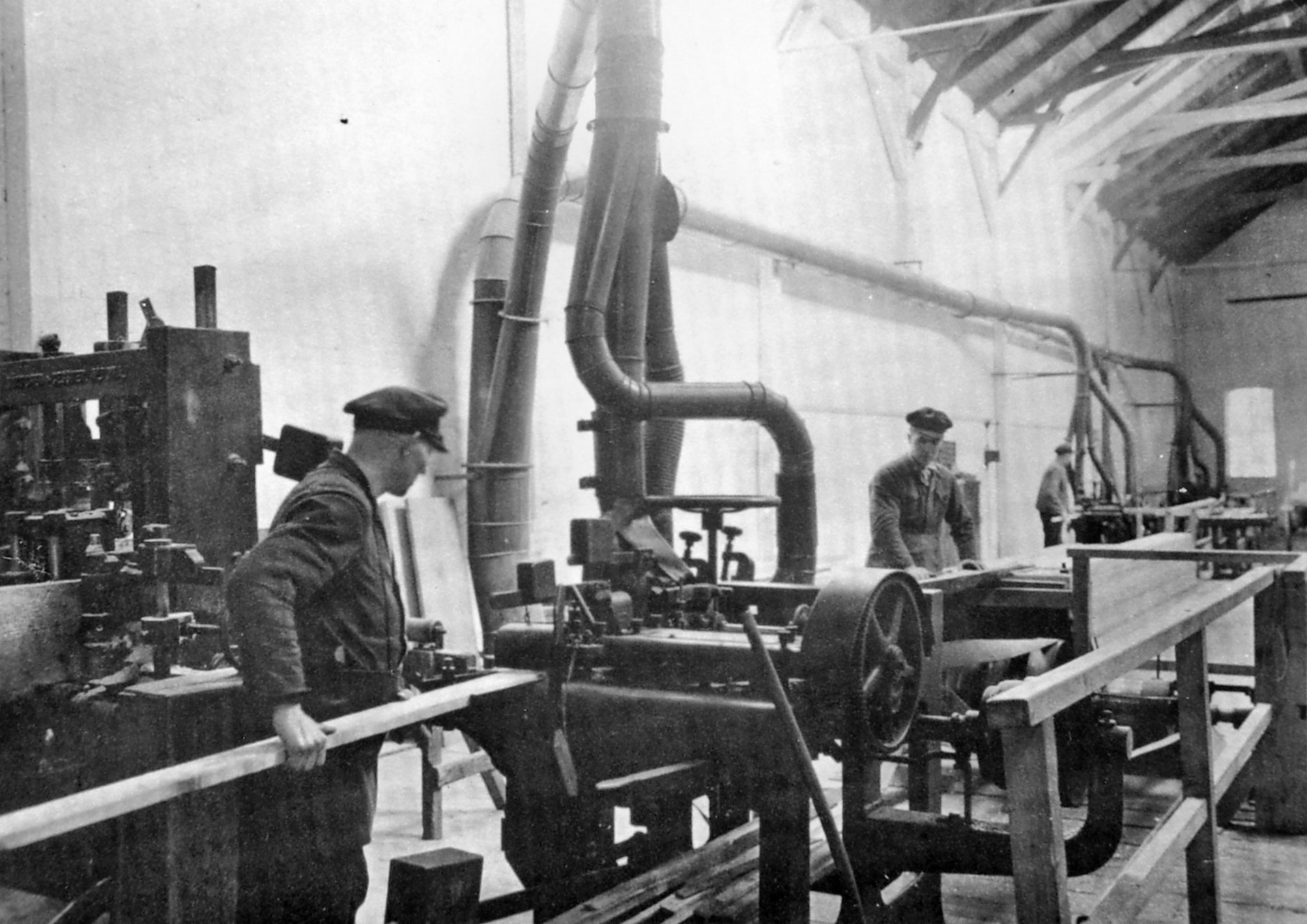
Hyvleri, 1930-tal
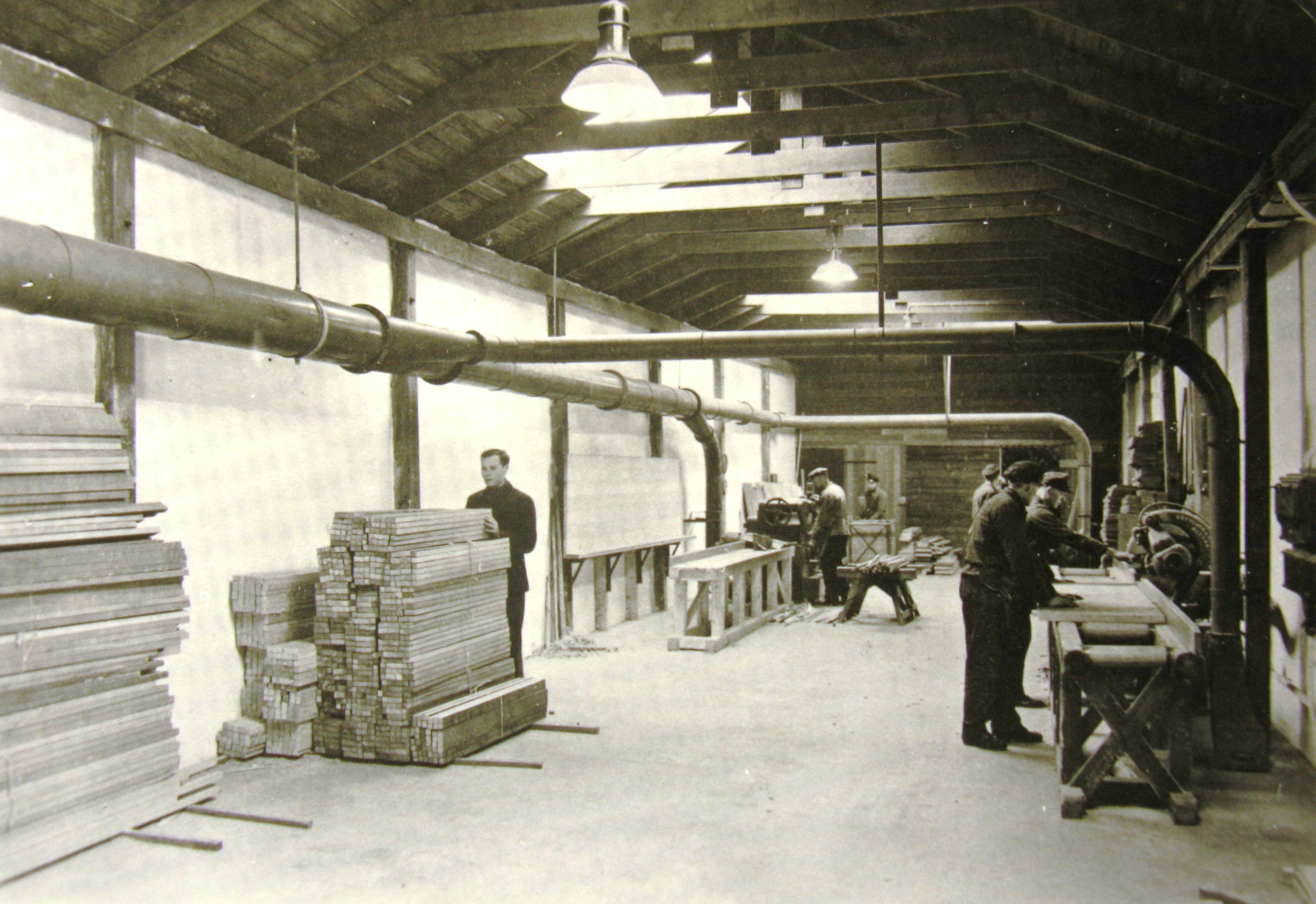
Sågverk, 1930-tal
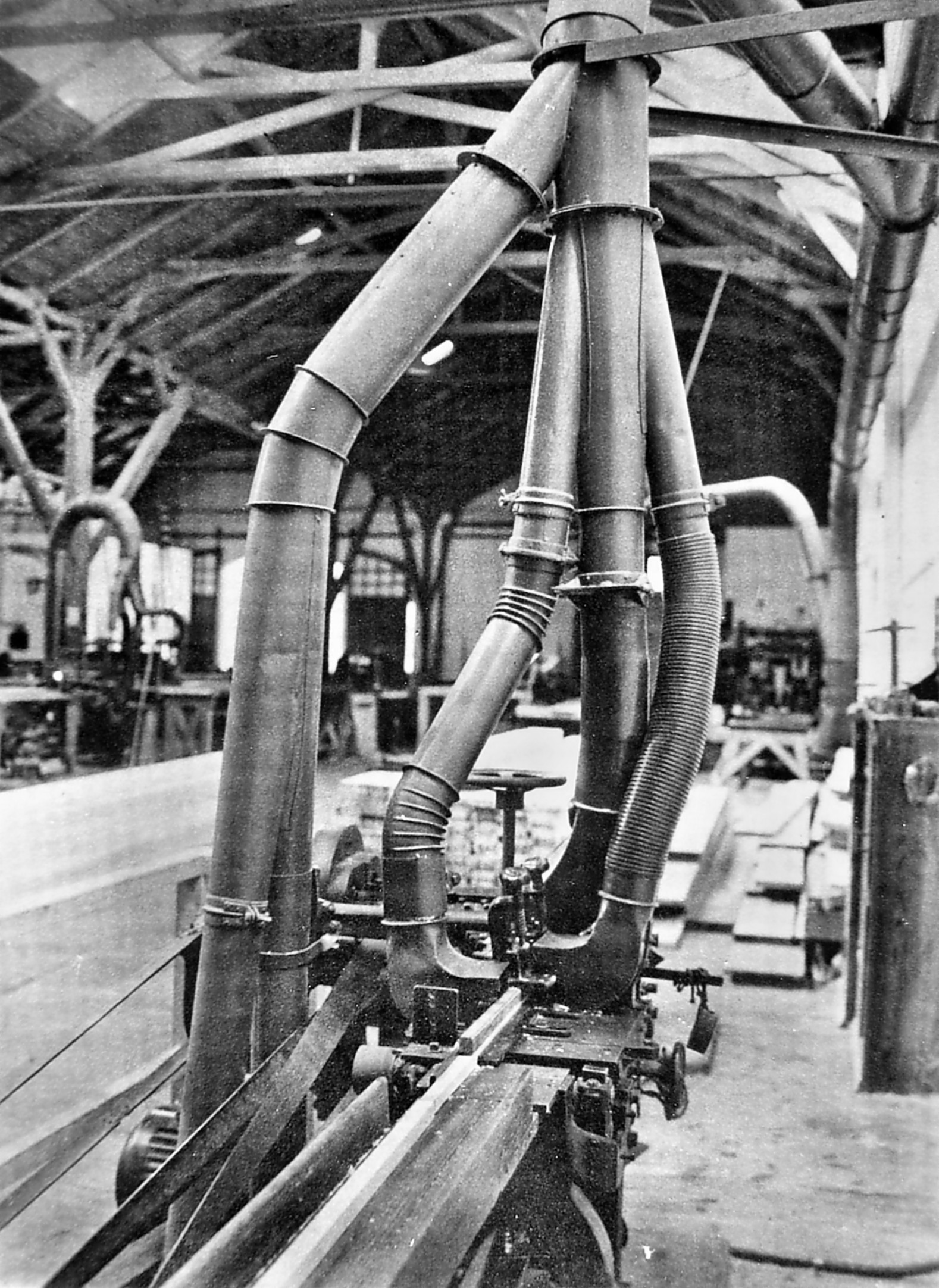
Sågverksdammsugare, 1930-tal
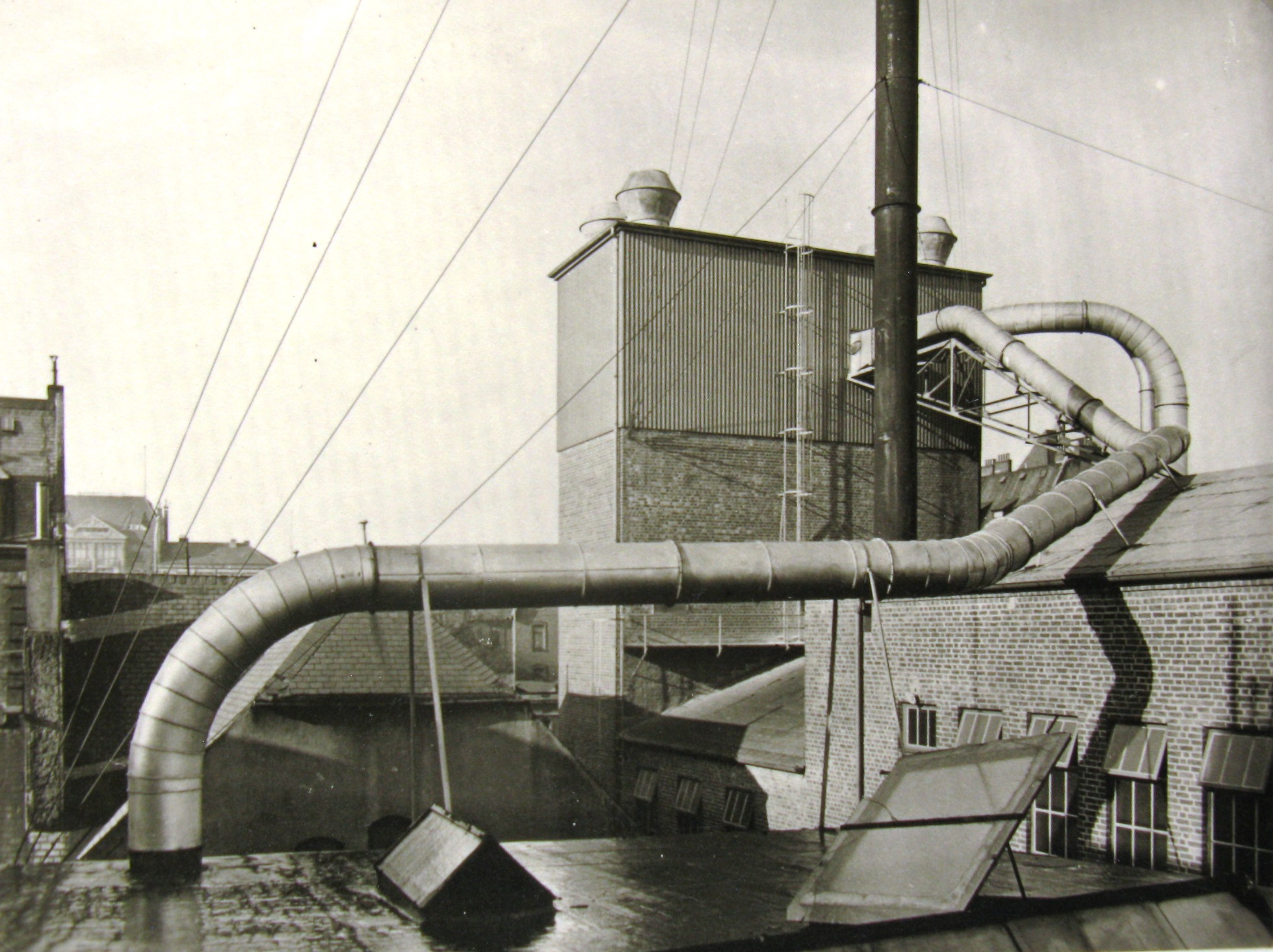
Utsugssystem för sågspån, 1930-tal
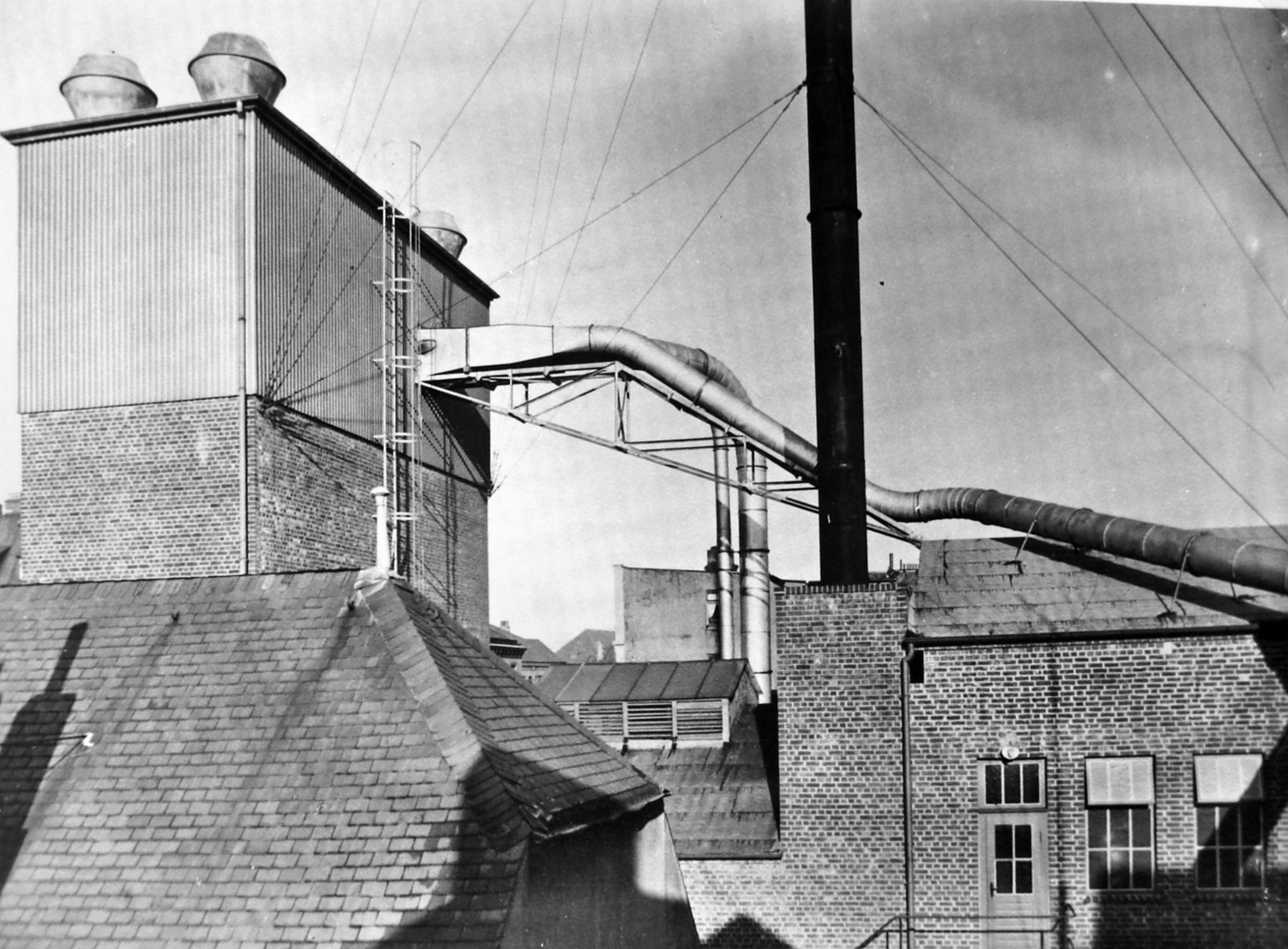
Sågspånstorn, 1930-tal
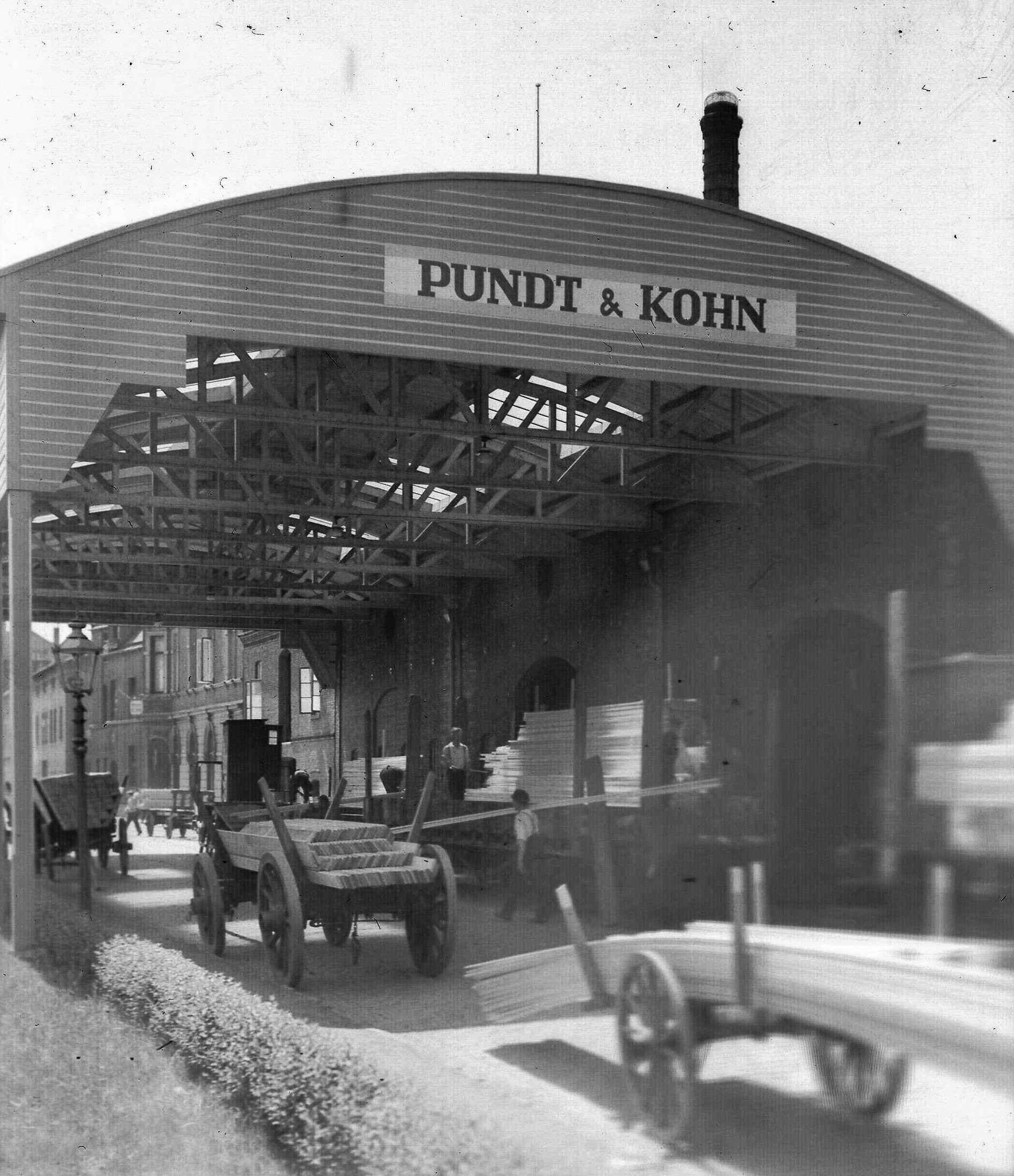
Lastramp i timmer, 1936
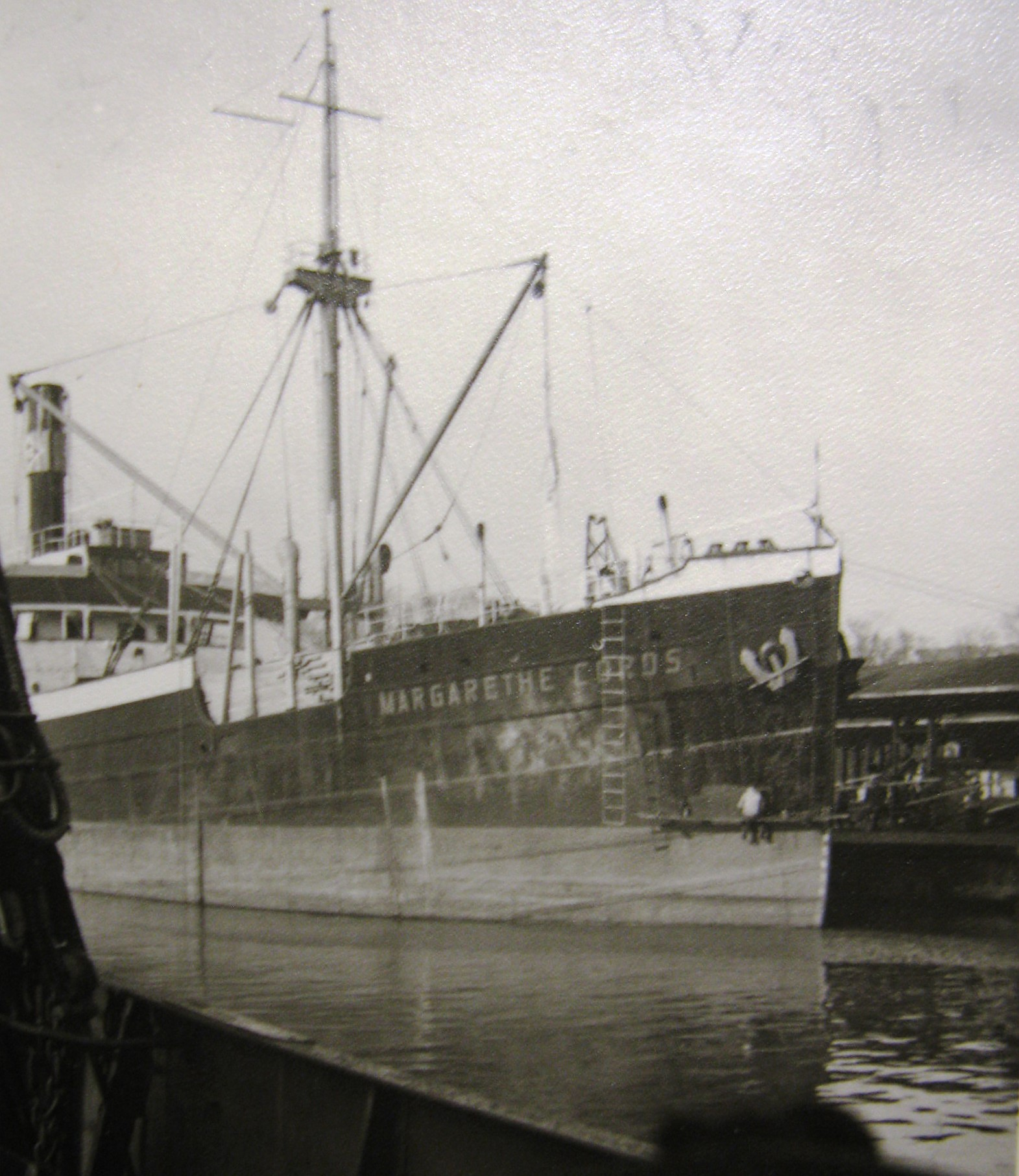
SS 'Margarethe Cords' lossar importerat virke vid P&K Pier, 1929
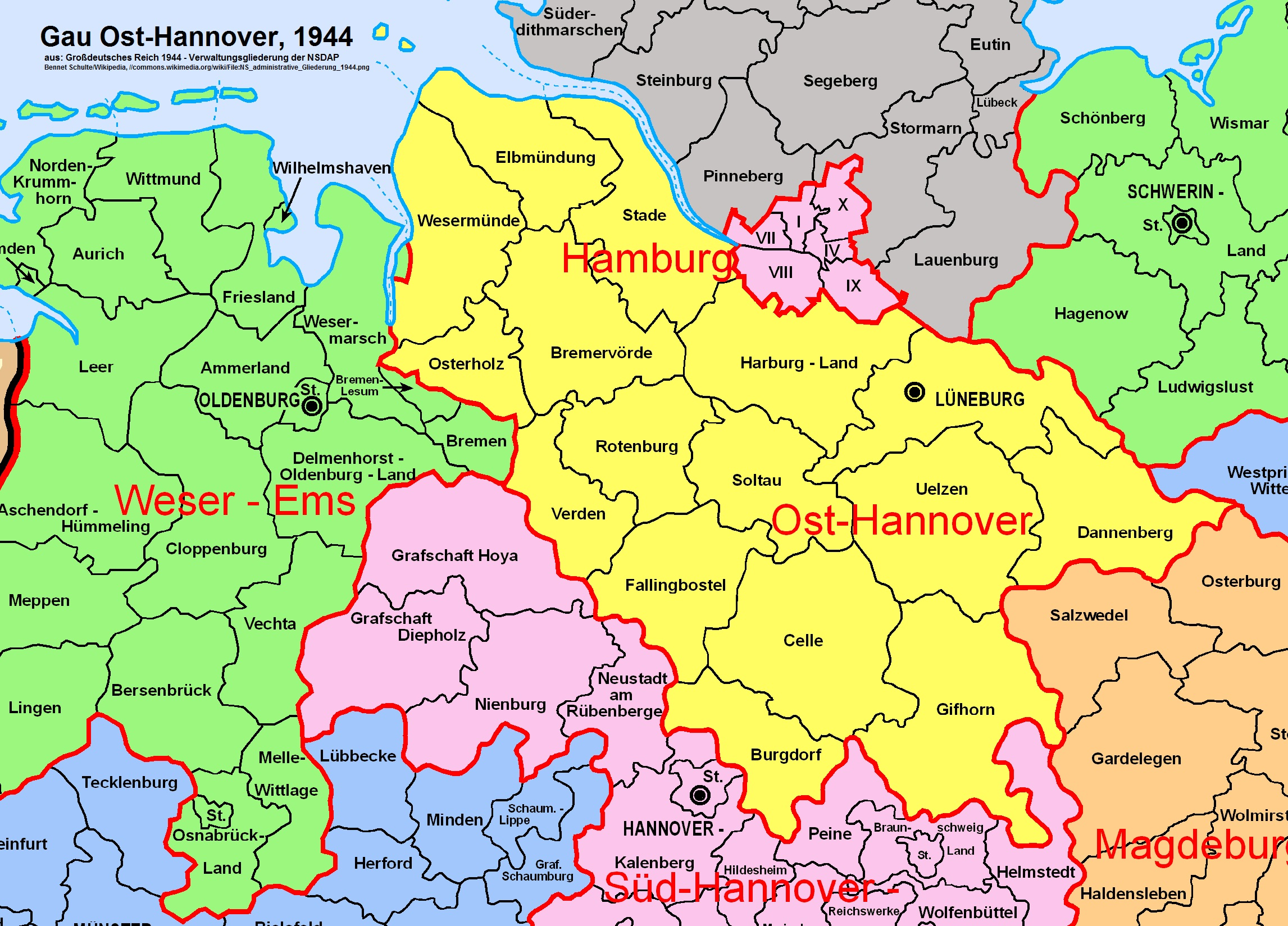
Karta över Gau Ost-Hannover, 1944

### Expansion och tredje generation (1909–1945)
Pundt & Kohn var en viktig fordringsägare på det insolventa företaget "J.H. Krumnack, Möbelfabrik, Dampfsägewerk und Holzhandlung" i Melle. Av denna anledning, men också på grund av familjeintressen, övertogs företaget av Pundt & Kohn den 27 september 1909 inom ramen för en tvångsauktion i samband med en likvidation. Efter de:Franz Kohns död 1909 fortsatte hans son Hans Kohn P&K:s verksamhet i tredje generationen. Hans äldste son de:Gerhard Kohnert tog över ledningen av den nyförvärvade fabriken i Melle, som 1909 skrevs in i handelsregistret som "de:Meller Möbelfabrik GmbH" (MMM) med möbeltillverkning som huvudsyssla. Enda ägare var kommanditbolaget Pundt & Kohn i Geestemünde, där båda bröderna var personligen ansvariga och behöriga att underteckna.
Under de följande åren grundade partnerna även företaget ”Unterweser Holzhandel GmbH” i Wesermünde. Den enda ägaren var deras mor Johanne Kohn, änka efter Franz Kohn, som dog 1909. Företagets verkställande direktör var Hans Kohn, som tillsammans med sin bror Gerhard nu förenade fyra företag under ett skatteparaply: moderbolaget "Pundt & Kohn", "MMM", "Backhaus & Co" och "Unterweser Holzhandel GmbH". Den skattemässiga enheten tjänade inte minst syftet att undvika skatt. Detta skedde huvudsakligen genom att vinsterna flyttades och/eller vinster och förluster kompenserades mellan de juridiskt självständiga företagen, som var tvungna att betala olika handels-, löne- och bolagsskatter beroende på sin storlek och ekonomiska situation. Enligt handelsskattedeklarationen (1926) var värdet av P&K:s virkeslager 1 252 225 RM, vilket i dag skulle motsvara en köpkraft på cirka 4,5 miljoner Euro (vid en växelkurs på 1 RM = 3,60 euro). Gruppen var dessutom avgörande för P&K:s överlevnad eftersom den led stora förluster under den stora depressionen (1929–1932), vilket "Meller Möbelfabrik" drabbades mindre av. Under denna period noterade P&K förluster som hotade dess existens på mer än 400 000 RM, bland annat på grund av att leverantörslån till företagskunder som gått i konkurs inte betalades. 
År 1937 ansökte Hans Kohn om att ändra sitt familje- och företagsnamn från Kohn till "Kohnert". Godkännandet från ministeriet kom den 14 augusti 1937. Namnbytet skedde på grund av den fientliga stämningen som rådde kring det judiskt klingande familjenamnet "Kohn" / "Cohn" under den nationalsocialistiska ariseringen. Under kriget koncentrerade P&K sin timmerimport till det neutrala Sverige, och speciellt till Kramfors sågverk i Härnösands kommun i norra Sverige.

### Återuppbyggnad och slut (1945–1967)
När de allierade bombade Bremerhaven den 18 september 1944, förstördes P&K:s fabriksanläggning och den privata villan helt, medan dotterbolaget ”Meller Möbelfabrik” överlevde kriget oskatt. Kontorsbyggnaden på ”Schönianstraße” 15 förblev i stort sett intakt, men byggdes 1948 om till en bostads- och affärsbyggnad för familjen Hans Kohnert. Återuppbyggnadsfasen efter kriget försenades på grund av den amerikanska ockupationsmaktens tillfälliga förbud (1945–1947) att företagaren skulle utöva sitt yrke på grund av hans befattning som ordförande för ”Gauwirtschaftskammer” (Gau-Handelskammare) och som Wehrwirtschaftsführer under nazistregimen. Delar av företagets kajanläggningar på Querkanal konfiskerades också för allierade militära ändamål och kunde inte användas för lagring av timmer. Militärregeringen förbjöd till en början även betalningen av de krigsskadestånd som begärdes 1945, som uppgick till 1,1 miljoner RM (varav ”P&K”: 475 000 RM, ”Backhaus & Co.”: 518 000 RM, ”Unterweser-Holzhandel”: 114 000 RM), förutom en förskottsbetalning på 245 000 RM som redan hade godkänts före krigsslutet. Det slutgiltiga godkännandet enligt lagen om utjämning av bördor fördröjdes så länge att P&K inte längre hade någon nytta av det. Först 1967, efter styrelseledamöternas död och bolagens upplösning, betalades en mindre del av den nödvändiga ersättningen till arvtagarna, vilken avräknades mot det förskott som hade utbetalats 1945.  P&K:s import av virke kunde återupptas från 1948, men medlen från kompensationen räckte inte till för att återuppbygga det förstörda sågverket och hyvleriet.
P&K hade därför inget annat val än att låta konkurrenten, företaget Külken, som också hade sitt säte i Geestemünde, såga sitt virke. Detta minskade P&K:s vinst avsevärt. Trots den stora efterfrågan på sågade trävaror och byggnadsvirke i det blomstrande Tyskland efter kriget och under det ekonomiska miraklet, kunde P&K aldrig riktigt återhämta sig från detta. Inte ens vinstöverföringen från dotterbolaget "Meller Möbelfabrik" (1956–1966) kunde stoppa företagets nedgång. Efter att ägarna de:Gerhard Kohnert (1962) och Hans Kohnert (1967) avlidit upplöstes företaget och ströks ur handelsregistret den 13 oktober 1967.

### Företagsägare i tre generationer

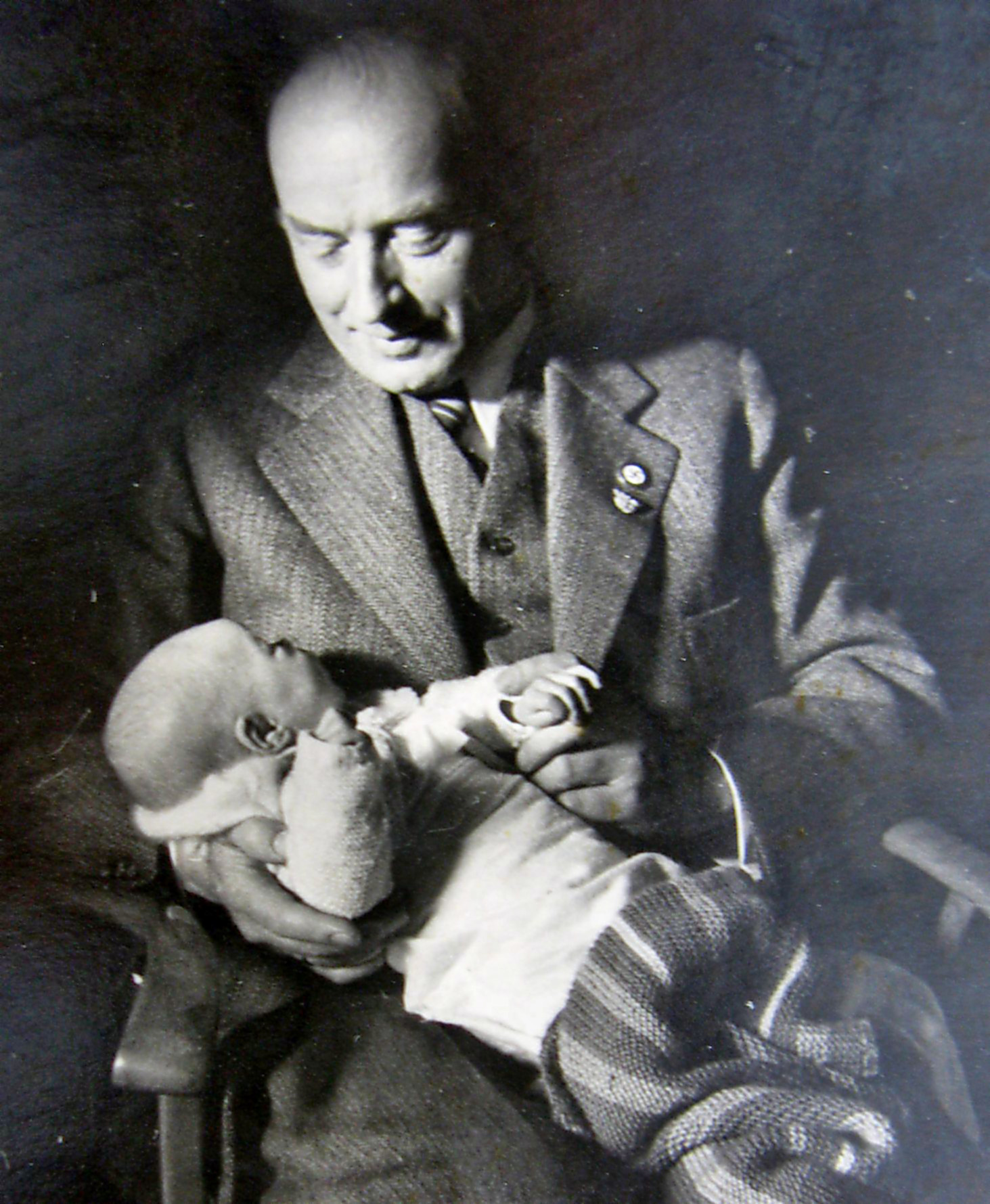
Hans Kohnert vid dopet av sitt första barnbarn med NSDAP:s partitecken i guld och Wehrwirtschaftsführer nål, mars 1944

Segelfartygskaptenen och redaren Franz Johann Syabbe Kohn (född den 16 mars 1828 i Klippkanne i Brake (Unterweser), död den 13 augusti 1879 i Bremerhaven) öppnade ett nytt verksamhetsområde för sig själv och sin familj genom att grunda ett eget importföretag för virke i Geestemünde (Bremerhaven) 1862. Detta säkrade en ny och säkrare inkomstkälla för familjen Kohn, vars huvudsysslor i generationer hade varit att vara kaptener på segelfartyg som seglade från Brake till Nordamerika och Karibien, eftersom utsikterna för segelfartygsägare var osäkra under ångbåtstiden. Efter hans bortgång tog hans son de:Franz Kohn (född den 23 december 1857 i Geestemünde, död den 24 mars 1909) i Geestemünde  över företaget. Han följdes av sina två söner, Hans (Johannes) Kohnert (född den 15 november 1887 i Geestemünde, död den 10 januari 1967 i Bremerhaven), och de:Gerhard Kohnert (född den 2 september 1882 i Geestemünde, död den 5 juli 1962 i Melle). Från 1909 koncentrerade Gerhard sig på att bygga upp dotterbolaget "Meller Möbelfabrik GmbH, Melle" (MMM), som inom några årtionden utvecklades till en viktig möbelfabrik på den tiden i det dåvarande ”Grönegau”. Både verkställande direktören Franz Kohn och senare hans son Hans var senator i Bremerhaven och medlemmar i industri- och handelskammaren i Bremerhaven (IHK), i enlighet med företagets position inom den ekonomiska och regionala politiken.
Hans Kohn blev också vald till ordförande 1933 (mot NSDAP:s röster), senare till överregional ordförande för "Gauwirtschaftskammer Ost-Hannover" (1943–1945), vilken inkluderade städerna Wesermünde (Bremerhaven) och Lüneburg samt deras IHK (Industri- och Handelskammare) (1939), och till slut till Wehrwirtschaftsführer (1941–1945). Under hans ledning upplevde företaget en guldålder, men senare också en nedgång. Trots detta hyllade Bremerhavens Handels- och Industrikammare Hans Kohnert 1951 för hans bidrag till utvecklingen av handeln i Bremen och på andra platser genom att bevilja honom titeln Hedersordförande. Hans bror Gerhard Kohnert var medgrundare av Volksbank Melle 1921 och borgmästare i Melle 1946. År 1953 tilldelades han Förbundsrepubliken Tysklands förtjänstorden för sina ansträngningar att utveckla den lokala möbelindustrin.

## Fotnoter
1. ↑  ”Från timmerhandlare till tillverkare, utställning online 20/6, Tidsresor vid kusten, Historiska museet, Bremerhaven”. Arkiverad från originalet den 24 januari 2023. https://web.archive.org/web/20230124031119/https://www.historisches-museum-bremerhaven.de/ausstellung-online. Läst 7 februari 2023.
2. ↑  Jürgen Rabbel: "Vergessenes Kapitel der Geestemünder Geschichte". „Nordsee-Zeitung“ (Bremerhaven), 30 november, 2019 (Genomgång av en specialutställning "Kaptener och timmerfabrikanter" om "Pundt&Kohns" historia på Historiska museet, Bremerhaven)
3. ↑  Ny specialutställning på HMB. Historien om entreprenörsfamiljen Kohn i Geesemünde, utan författare, " „Aktuelle Elbe-Weser. Die-Wochenzeitung für die Region", 27 december 2019, p. 9
4. ↑  Söker efter ledtrådar på Geesemünder Querkanal, utan författare , „Niederdeutsches Heimatblatt“, Nyhetsbrev från „Männer vom Morgenstern“, december 1995, Nr. 552, pp.1–2
5. ↑  Wilhelm Treue: Zur Geschichte des Deutschen Holzhandels. Ein Viertel Jahrhundert. Zeitschrift für Unternehmensgeschichte, vol.25 (1). 1980, pp. 12–27
6. ↑  Richard Zimmermann: Deutschlands Holzbedarf. Zeitschrift für die gesamte Staatswissenschaft / Journal of Institutional and Theoretical Economics. vol. 50 (4), 1894, pp. 573–582
7. ↑  Jürgen Rabbel: Vergessenes Kapitel der Geestemünder Geschichte. "Nordsee-Zeitung" (Bremerhaven), 30 november, 2019 (Recension av "Specialutställning Trägrossist Pudt & Kohn", Historiska museet, Bremerhaven)
8. ↑   Christian Lotz: Entgrenzungen des Holzhandels und Erinnerungen.  ('“Trähandelns upplösning och minnen“. 2013
9. ↑  Richard Zimmermann: Deutschlands Holzbedarf ("Tysklands behov av trä", på tyska). Zeitschrift für die gesamte Staatswissenschaft / Journal of Institutional and Theoretical Economics. Vol. 50 (4), 1894, pp. 573–582
10. ↑  Shell Stadtkarte, Bremerhaven, 1937, online
11. 1 2  Paul Hirschfeld: Hannovers Großindustrie und Großhandel. Ed.: Deutsche Export-Bank, Berlin. Duncker u. Humblot, Leipzig 1891, S. 310–311
12. 1 2 3   Hartmut Bickelmann: Männer vom Morgenstern Jahrbuch 75: Von Geestendorf nach Geestemünde – Räumlicher, gewerblicher und sozialer Strukturwandel im Umkreis des Geestermünder Holzhafens. Ditzen Druck und Verlag, Bremerhaven 1996, ISBN 978-3-931771-75-1, S. 159–61.
13. 1 2 3   Familjekrönika för familjen Kohn(ert), baserad på F.J.S. Kohns dagbok (typskrift, familjeegendom)
14. ↑   Hermann Schwiebert: Der Holzhafen, Geestemünde in alten und neuen Ansichten – Teil 7. In: DeichSPIEGEL Das online Magazin aus Bremerhaven. 2016, abgerufen am 17. Februar 2016.
15. ↑   Brockhaus’ Konversationslexikon (1894). F. A. Brockhaus in Leipzig, Berlin und Wien, 14. Auflage, 1894-1896, uppslagsord: Geestendorf (Bremerhaven) S. 640.
16. ↑  P&K handelsskattehandlingar, 1929–1932, stadsarkiv, Bremerhaven
17. ↑  P&K krigsskadearkiv, 24 mars 1945 ff, Bremerhaven stadsarkiv
18. ↑  Heinrich Kloppenburg: Die Katastrophen-Nacht von Bremerhaven (Wesermünde) am 18.9.1944. („Katastrofnatten i Bremerhaven (Wesermünde) den 18 september 1944“), '1945, opublicerat skrivmaskinsmanuskript från åren 1945/46, ägt av familjen Rebehn (Bremerhaven), med vänligt tillstånd för psm-data; online, digital implementering GM
19. ↑  „Pundt & Kohnert“ nach dem Zweiten Weltkrieg, Ausstellung online 12/20, Zeitreisen an der Küste, („Efter andra världskriget, Utställning online 20/12, Kustnära tidsresor“), Historiska museet, Bremerhaven
20. ↑   bördeutjämningslagen, P&K, Stadsarkiv, Bremerhaven